# 595
595（五百九十五、ごひゃくきゅうじゅうご）は自然数、また整数において、594の次で596の前の数である。

## 性質
- 595は合成数であり、約数は 1, 5, 7, 17, 35, 85, 119, 595 である。
  - 約数の和は864。
- 69番目の回文数である。1つ前は585、次は606。
  - 一桁の数を除くと59番目の回文数である。
  - 回文数が連続する平方数の和で表せる14番目の数である。1つ前は545、次は636。(オンライン整数列大辞典の数列 A180436)
- 595 = 62 + 72 + 82 + 92 + 102 + 112 + 122
  - 7連続整数の平方和で表せる数である。１つ前は476、次は728。
- 595 = 1 + 2 + 3 + 4 + 5 + 6 + 7 + 8 + 9 + 10 + … + 33 + 34
  - 34番目の三角数である。1つ前は561、次は630。
- 71番目の楔数である。1つ前は590、次は598。
  - 三角数の楔数としては10番目の数である。1つ前は561、次は741。
- 各位の和が19になる15番目の数である。1つ前は586、次は649。
- 595 = 32 + 152 + 192 = 92 + 152 + 172
  - 3つの平方数の和2通りで表せる135番目の数である。1つ前は588、次は598。(オンライン整数列大辞典の数列 A025322)
  - 異なる3つの平方数の和2通りで表せる116番目の数である。1つ前は571、次は598。(オンライン整数列大辞典の数列 A025340)
- 595 = 262 − 81
  - n = 26 のときの n2 − 81 の値とみたとき1つ前は544、次は648。(オンライン整数列大辞典の数列 A098850)
- 595 = 99 × 6 + 1
  - n = 6 のときの 99n + 1 の値とみたとき1つ前は496、次は694。(オンライン整数列大辞典の数列 A172178)

## その他 595 に関連すること
- 西暦595年
- 紀元前595年
- 国際電話番号の595は、パラグアイ。
- なるしお(JDS Narushio, SS-595)は、海上自衛隊の潜水艦。
- メトカーフ(USS Metcalf, DD-595)は、アメリカ海軍の駆逐艦。
- プランジャー(USS Plunger, SSN-595)は、アメリカ海軍の潜水艦。
- アバルト・595